# العلاقات البوتانية الطاجيكستانية
العلاقات البوتانية الطاجيكستانية هي العلاقات الثنائية التي تجمع بين بوتان وطاجيكستان.

## مقارنة بين البلدين
هذه مقارنة عامة ومرجعية للدولتين:
| وجه المقارنة                                              | بوتان          | طاجيكستان                          |
| --------------------------------------------------------- | -------------- | ---------------------------------- |
| المساحة (كم2)                                             | 38.39 ألف      | 143.10 ألف                         |
| عدد السكان (نسمة)                                         | 807.61 ألف     | 8.92 مليون                         |
| الكثافة السكانية (ن./كم²)                                 | 21.04          | 62.33                              |
| العاصمة                                                   | تيمفو          | دوشنبه                             |
| اللغة الرسمية                                             | لغة دزونكا     | اللغة الطاجيكية                    |
| العملة                                                    | نغولترم بوتاني | ساماني طاجيكي، الروبل الطاجيكستاني |
| الناتج المحلي الإجمالي (بليون دولار)                      | 2.51 مليار     | 7.15 مليار                         |
| الناتج المحلي الإجمالي (تعادل القوة الشرائية) بليون دولار | 6.49 مليار     | 24.03 مليار                        |
| الناتج المحلي الإجمالي الاسمي للفرد دولار أمريكي          | 2.66 ألف       | 925                                |
| الناتج المحلي الإجمالي للفرد دولار أمريكي                 | 7.82 ألف       | 2.69 ألف                           |
| مؤشر التنمية البشرية                                      | 0.605          | 0.624                              |
| رمز المكالمات الدولي                                      | +975           | +992                               |
| رمز الإنترنت                                              | .bt            | .tj                                |
| المنطقة الزمنية                                           | ت ع م+06:00    | ت ع م+05:00                        |

## منظمات دولية مشتركة
يشترك البلدان في عضوية مجموعة من المنظمات الدولية، منها:
| علم المنظمة | اسم المنظمة                        | تاريخ انضمام بوتان | تاريخ انضمام طاجيكستان |
| ----------- | ---------------------------------- | ------------------ | ---------------------- |
|             | مؤسسة التنمية الدولية              | 28 سبتمبر 1981     | 4 يونيو 1993           |
|             | مؤسسة التمويل الدولية              | 1 ديسمبر 2003      | 2 ديسمبر 1994          |
|             | منظمة حظر الأسلحة الكيميائية       | ?                  | ?                      |
|             | الأمم المتحدة                      | 21 سبتمبر 1971     | 2 مارس 1992            |
|             | الاتحاد الدولي للاتصالات           | 15 سبتمبر 1988     | 28 أبريل 1994          |
|             | منظمة الشرطة الجنائية الدولية      | ?                  | ?                      |
|             | البنك الدولي للإنشاء والتعمير      | 28 سبتمبر 1981     | 4 يونيو 1993           |
|             | الاتحاد البريدي العالمي            | ?                  | ?                      |
|             | وكالة ضمان الاستثمار متعدد الأطراف | 21 أكتوبر 2014     | 9 ديسمبر 2002          |
|             | بنك التنمية الآسيوي                | 1982               | 1998                   |
|             | يونسكو                             | 13 أبريل 1982      | 6 أبريل 1993           |

## وصلات خارجية
- موقع وزارة الخارجية البوتانية